# John Arcilla
Pour les articles homonymes, voir Arcilla.
Romeo « John » Gonzales Arcilla, né le 24 juin 1966 à Quezon City (Philippines), est un acteur et environnementaliste philippin.
Il est surtout connu pour avoir joué le rôle d'Antonio Luna dans le film dramatique historique Heneral Luna, Hagorn dans la série télévisée dramatique fantastique Encantadia et Renato Hipolito dans la série télévisée dramatique d'action Ang Probinsyano.

## Biographie
John Arcilla naît à Quezon City, aux Philippines, de parents philippins, Dominador Gil Alemania Arcilla et Eustacia Gonzales. Il est un descendant de Manuel L. Quezón du côté de sa mère. John Arcilla emménage avec sa famille dans la ville natale de sa mère, Baler (Aurora) en raison de la déclaration de la loi martiale en 1972. Il y commence à s'intéresser au métier d'acteur, dès l'âge de 7 ans, alors qu'il rêvait de se produire sur scène devant un large public. Il est fortement influencé par ses parents, sa mère étant fan des acteurs de Broadway et d'Hollywood tels que Julie Andrews, Yul Brynner et Marilyn Monroe, et son père très intéressé par le cinéma,,.

## Filmographie partielle

### Au cinéma
- 1989 : Les Insoumis (Orapronobis) : photojournaliste
- 1992 : Bayani : Mariano Noriel
- 1993 : Sakay (en) : Gen. Leon Villafuerte
- 1995 : Sa'yo Lamang : Hector
- 1996 : Mulanay (prix du Meilleur acteur au Metro Manila Film Festival ; nommé pour le Gawad Urian Award du meilleur second rôle masculin)
- 1997 : Ligaya Ang Itawag Mo Sa Akin (en) : Polding (Gawad Urian Award du meilleur second rôle masculin)
- 1999 : Burger Boys
- 2000 : Ang Babaeng Putik : Lt. Ramil
- 2000 : Anino : L'homme en noir (court métrage)
- 2000 : Biyaheng Langit (en) : Berto
- 2000 : Gusto Ko Nang Lumigaya
- 2001 : Trip (en) : le père de Joboy et Celin
- 2002 : Sana Totoo Na : Carlo
- 2002 : Diskarte : Insp. John Gomez
- 2002 : Forevermore : Ronaldo
- 2003 : Ligaya...Katumbas ng Buhay
- 2004 : Now That I Have You (en) : Oscar Morelos
- 2005 : Sa North Diversion Road : Un homme
- 2006 : Compound
- 2007 : A Love Story (en) de Maryo J. de los Reyes : Steve
- 2008 : Ay Ayeng
- 2009 : Villa Estrella (en) : Dave
- 2009 : Manila Skies : Crispin (nommé pour le Gawad Urian Award for Best Supporting Actor)
- 2010 : Halaw (it) : Hernand (Cinemalaya Independent Film Festival Best Actor in New Breed Full Length Feature ; nommé pour le Gawad Urian Award for Best Actor)
- 2010 : Amigo de John Sayles : Nenong
- 2011 : Thelma (en) : Aldo Molino
- 2011 : No Other Woman (en) : Mario Dela Costa
- 2011 : Huling Araw ng Pagsisilbi (court métrage)
- 2012 : Jason Bourne : L'Héritage (The Bourne Legacy) : Joseph (débuts au cinéma à Hollywood - rôle en caméo)
- 2012 : Lilet Never Happened
- 2012 : El Presidente : Mariano Trías
- 2013 : Metro Manila : Douglas Ong (nommé pour le British Independent Film Award for Best Supporting Actor ; nommé pour le Gawad Ur)
- 2014 : Muslim Magnum .357: To Serve and Protect (en) : Col. Jose Ramos
- 2015 : Heneral Luna : Gen. Antonio Luna
- 2016 : Birdshot (en) : Mendoza
- 2019 : Second Coming (en) : Priest
- 2019 : Kuwaresma (en) : Arturo Fajardo
- 2019 : The Panti Sisters (en) : Don Emilio y Panti
- 2019 : Miracle in Cell No. 7 : Johnny San Juan
- 2020 : Suarez: The Healing Priest (en) : Fernando Suarez
- 2021 : On the Job 2 : The Missing 8 : Sisoy

### À la télévision
- 2016–2017 : Encantadia (série télévisée, 9 épisodes) :  Vish'ka (non crédité)

## Récompenses et distinctions
| Année | Organisme de remise des prix                                      | Catégorie                                                           | Travail                                                                     | Résultat   |
| ----- | ----------------------------------------------------------------- | ------------------------------------------------------------------- | --------------------------------------------------------------------------- | ---------- |
| 1996  | Festival du film de la région métropolitaine de Manille           | Meilleur acteur                                                     | Mulanay                                                                     | Lauréat    |
| 1997  | Prix Gawad Urian                                                  | Meilleur acteur dans un second rôle                                 | Ligaya Ang Itawag Mo Sa Akin                                                | Lauréat    |
| 2006  | Prix Écran d'Or                                                   | Meilleure performance par un acteur dans un rôle principal (drame)  | Sa North Diversion Road                                                     | Nomination |
| 2007  | Prix Écran d'Or                                                   | Meilleure performance par un acteur dans un rôle principal (drame)  | Compound                                                                    | Nomination |
| 2007  | Star Awards pour les films                                        | Acteur de cinéma de l'année                                         | Compound                                                                    | Nomination |
| 2009  | Prix Gawad Urian                                                  | Meilleur acteur dans un second rôle                                 | Ciel de Manille                                                             | Nomination |
| 2010  | Festival du film indépendant philippin Cinemalaya                 | Meilleur acteur (nouvelle génération)                               | Halaw                                                                       | Lauréat    |
| 2011  | 25e PMPC Star Awards pour la télévision                           | Meilleure performance unique par un acteur                          | Maalaala Mo Kaya - Épisode "Croix"                                          | Nomination |
| 2013  | 16e Prix du film indépendant britannique                          | Meilleur acteur dans un second rôle                                 | Métro Manille                                                               | Nomination |
| 2016  | 2016 Platinum Stallion Media Awards                               | Meilleur acteur de cinéma                                           | Heneral Luna                                                                | Lauréat    |
| 2016  | 14e remise des prix Gawad Tanglaw                                 | Gantimpalang Dr Jaime G. Ang Prix du jury présidentiel pour le film | Heneral Luna                                                                | Lauréat    |
| 2016  | 14e remise des prix Gawad Tanglaw                                 | Plus grand mérite sur la performance cinématographique              | Heneral Luna                                                                | Lauréat    |
| 2016  | 10e Prix du cinéma asiatique                                      | Meilleur acteur                                                     | Heneral Luna                                                                | Nomination |
| 2016  | 34e Prix de l'Académie du cinéma des Philippines                  | Meilleur acteur                                                     | Heneral Luna                                                                | Lauréat    |
| 2016  | MEDIA WORKS Commexcel Student Choice Awards de San Juan De Letran | Acteur de l'année                                                   | Heneral Luna                                                                | Lauréat    |
| 2016  | Université de Makati-AGHAM Theatre Co.                            | 2e Gawad Malayang Philippin                                         | Reconnaissance des réalisations en sciences humaines et en arts de la scène | Lauréat    |
| 2016  | Festival du film URDUJA du gouvernement de Pangasinan             | Meilleur acteur                                                     | Heneral Luna                                                                | Lauréat    |
| 2016  | Prix Gawad philippins                                             | Pinakamahusay na Aktor à Telebisyon                                 | Encantadia                                                                  | Lauréat    |
| 2021  | Festival du Film de Venise                                        | Coupe Volpi du meilleur acteur                                      | On the Job 2 : The Missing 8                                                | Lauréat    |

| Année | Corps d'honneur                                                              | Honneur/Reconnaissance donnée |
| ----- | ---------------------------------------------------------------------------- | --- |
| 2005  | Gouvernement de la province d'Aurora                                         | Dangal ng Aurora |
| 2009  | Gouvernement de la province d'Aurora                                         | Citoyens exceptionnels de San Luis, Aurora |
| 2012  | Gouvernement de la ville de Marikina                                         | Allée des célébrités du festival de Sapatos |
| 2015  | Ville de Parañaque                                                           | Contribution méritoire dans le domaine des arts de la scène |
| 2016  | Prix des étoiles du PMPC 2016                                                | Visage masculin de la nuit |
| 2016  | Compagnie de théâtre AGHAM de l'Université de Makati                         | Gawad Malayang Philippin |
| 2016  | Sommet des jeunes pour le leadership                                         | Prix d'excellence pour les arts et la culture |
| 2016  | Arsenal du gouvernement du ministère de la Défense nationale des Philippines | Momento ng Natatanging Pag Ganap pour Hénéral Luna |
| 2016  | Ville de Manille                                                             | PARANGAL ARAW NG MAYNILA Patnubay ng Sining à Kalinangan para sa PELIKULA (Arkitektura, Eskultura, Musika, Dula sa Tanghalan, Pintura, Makabagong pamaraan à Diwa ng Lahi)                          |
| 2016  | OUI! Magazine                                                                | Les plus belles étoiles Idole |
| 2016  | PERSONNES ASIE                                                               | Prix des personnes de l'année |
| 2016  | Bureau de l'armée philippine du chef d'état-major du CMO, G7                 | Appréciation pour les contributions au soldat philippin, en particulier pour avoir éveillé le sentiment de patriotisme et de sensibilisation du peuple philippin aux sacrifices du soldat philippin |
| 2016  | Prix GAWAD AMERIKA                                                           | Performance la plus exceptionnelle pour le théâtre, la télévision et le cinéma |
| 2016  | Les Prix PEP                                                                 | Choix des rédacteurs : vedette de l'année |
| 2016  | Walk of Fame Philippines                                                     | Étoile du Walk of Fame d'Eastwood City |
| 2016  | Inding-indie Golden Choice Award                                             | 3e Festival du court métrage indépendant Inding 2016 Pinaka-dalubhasang Artista |